# 추투힐어
추투힐어(추투힐어: Tzʼutujiil, 스페인어: Tzʼutujil, Zutuhil)는 과테말라의 아티틀란호(Atitlán) 남쪽에 사는 추투힐족의 언어이다. 추투힐어는 마야어족에 속하며, 이웃한 칵치켈어 및 키체어와 가까운 관계이다. 2002년 인구조사에 따르면 약 6만 명이 추투힐어를 모어로 사용한다.
추투힐족의 다수는 스페인어를 할 줄 알지만 노인이나 외딴 지역 주민들은 그렇지 않다. 추투힐족 아이들은 5살쯤 학교에 가기 전까지는 스페인어를 배우지 않는 경우가 많다. 2012년부터 산후안라라구나의 지역 공동체 도서관에서는 어린이들에게 추투힐어로 동화를 읽어 주고 있고, 스페인어와 추투힐어 두 개 언어로 된 어린이 도서를 갖추었다.

## 음운론
아래는 추투힐어 음소를 나타낸 표이다. 각 음소는 과테말라 마야어 학술원(ALMG)에서 개발하고 과테말라 정부가 승인한 정서법에 따라 굵은 글씨로 표기하고, 옆에 국제 음성 기호를 병기했다.
고유어 단어의 강세는 항상 마지막 음절에 온다. 단, 특정 환경의 형용사 모음 접미사는 제외한다.

### 모음
추투힐어에는 5개의 단모음과 5개의 장모음 음소가 있다.
| 단모음 | 장모음  |                    |
| ------ | ------- | ------------------ |
| i [ɪ]  | ii [iː] | 전설 비원순 고모음 |
| e [ɛ]  | ee [eː] | 전설 비원순 중모음 |
| a [ɐ]  | aa [aː] | 중설 비원순 저모음 |
| o [ɔ]  | oo [oː] | 후설 원순 중모음   |
| u [ʊ]  | uu [uː] | 후설 원순 고모음   |

ee와 oo는 성문 파열음 앞에서 더욱 저모음화되는([ɛː, ɔː]) 경향이 있다.
a와 e를 교체해도 무방한 단어가 많으며, a만을 허용하는 단어도 많지만 e만을 허용하는 단어는 적다. 이는 /e/가 /a/가 합류하고 있음을 시사하는 증거일 수 있다. 이보다 적은 수이지만 a와 o를 교체해도 무방한 단어들도 있다.

### 자음
다른 마야어족 언어와 마찬가지로 추투힐어는 유성 파열음·파찰음과 무성 파열음·파찰음의 대립이 없고, 그 대신에 폐기류 파열음·파찰음과 성문음화 파열음·파찰음이 대립한다.
|               |          | 양순음    | 치경음 | 치경음    | 후치경음/ 경구개음 | 연구개음 | 구개수음    | 성문음 |  |
| ------------- | -------- | --------- | ------ | --------- | ------------------ | -------- | ----------- | ------ |  |
| 파열음/파찰음 | 일반     | p [p]     | t [t]  | tz [ts]   | ch [tʃ]            | k [k]    | q [q]       | ʼ [ʔ]  |  |
| 파열음/파찰음 | 성문음화 | bʼ [ɓ]    | tʼ [ɗ] | tzʼ [tsʼ] | chʼ [tʃʼ]          | kʼ [kʼ]  | qʼ [ʛ ~ qʼ] |        |  |
| 마찰음        | 마찰음   |           | s [s]  | s [s]     | x [ʃ]              |          | j [χ]       |        |  |
| 비음          | 비음     | m [m]     | n [n]  | n [n]     |                    |          |             |        |  |
| 전동음        | 전동음   |           | r [r]  | r [r]     |                    |          |             |        |  |
| 접근음        | 접근음   | w [β ~ w] | l [l]  | l [l]     | y [j]              |          |             |        |  |

성문음화 파열음 kʼ와 파찰음 chʼ, tzʼ는 방출음이지만, bʼ와 tʼ는 모음 앞에서 유성 내파음이고 그 외의 환경에서는 방출음([pʼ], [tʼ])이다. qʼ는 모음 앞에서는 방출음이나 내파음 어느 쪽으로든 발음될 수 있고 그 외의 환경에서는 방출음이다.
폐기류 파열음과 파찰음 p, t, tz, ch, k, q는 모음 앞에서는 무기음이고 그 외의 환경에서는 유기음이다.
연구개음 k, kʼ는 i 앞에서 경구개음화된다. 비후설 모음(i, e, a)과 구개수음(q, qʼ, j) 연쇄 앞에서도 경구개음화되는 것이 일반적이나, 이러한 이화 현상은 반드시 일어나지는 않는다.
w는 전설모음(i, e) 앞에서는 [β]이고 비전설 모음(a, o, u) 앞에서는 [w]이다.
j는 대부분의 환경에서 구개수음 [χ]이지만, 연속된 두 자음 앞이나 어말 자음 앞에서는 [h]이다.
다른 어두자음이 없는 형태소의 맨 앞에서는 성문 파열음의 존재가 변별적이지 않다. 단음절 형태소는 항상 성문 파열음으로 시작하며, 앞에 접두사가 붙어도 성문 파열음은 유지된다. 단, 몇몇 문법형태소 앞에는 절대 성문 파열음이 붙지 않는다. 다음절 형태소의 경우 성문 파열음은 수의적으로 첨가되며, 앞에 접두사가 붙으면 성문 파열음은 사라진다. 형태소 맨 앞의 성문 파열음은 형태론적으로는 없는 것처럼 취급되지만, 일부 단어에서는 자음으로 취급된다.
유음과 접근음 r, l, w, y는 어말이나 자음 앞에서 무성음화된다. 유성 자음이라 해도 마찬가지인데, 예를 들어 elnaq [ɛl̥náqʰ]와 같은 단어를 보면 알 수 있다. 비음 m, n은 어말에서 부분적으로 무성음화된다. 즉 유성음으로 시작해 무성음으로 끝난다.

## 회화
- maltyoox - 안녕하세요?
- saqari - 아침인사
- xqa'j q'iij - 낮인사
- xok aaq'a' - 밤인사
- na'an - 안녕히 가세요.
- jo' - 가자!
- utz aawach - 잘 지냈어요?
- jee' - 네
- mani' - 아니오

## 참고 문헌
- Dayley, Jon P. (1985). 《Tzutujil Grammar》. Berkeley, California: University of California Press. ISBN 0-520-09962-1.
- García Ixmatá, Pablo (1997). 《Rukeemiik ja Tzʼutujiil Chiiʼ: Gramática tzʼutujiil》. Guatemala City, Guatemala: Cholsamaj. ISBN 99922-53-13-4.
- Grimes, Larry. "Tzʼutujil Phonetics". Mayan Languages Collection of Larry Grimes. The Archive of the Indigenous Languages of Latin America: www.ailla.utexas.org. Media: audio. Access: public. Resource: TZJ003R001.
- Pérez Mendoza, Francisco; Miguel Hernández Mendoza (1996). 《Diccionario Tzʼutujil》. Antigua Guatemala, Guatemala: Proyecto Lingüístico Francisco Marroquín/Cholsamaj.